# Porto (Coaña)
Porto es una aldea perteneciente a la parroquia de Villacondide, en el concejo de Coaña, comarca de Eo-Navia, Principado de Asturias, España.